# Шейнский сельсовет
Шейнский сельсовет — муниципальное образование со статусом сельского поселения в Пачелмском районе Пензенской области Российской Федерации.
Административный центр — село Шейно.

## История
Статус и границы сельского поселения установлены Законом Пензенской области от 2 ноября 2004 года № 690-ЗПО «О границах муниципальных образований Пензенской области».
22 декабря 2010 года в соответствии с Законом Пензенской области № 1992-ЗПО в состав сельсовета включена территория упраздненного Алексеевского сельсовета.

## Население
| 2002 | 2010 | 2012  | 2013  | 2014 | 2015 | 2016 |
| ---- | ---- | ----- | ----- | ---- | ---- | ---- |
| 1002 | ↘737 | ↗1059 | ↘1021 | ↘969 | ↘931 | ↘919 |
| 2017 | 2018 | 2021  |       |      |      |      |
| ↘889 | ↘859 | ↘751  |       |      |      |      |

## Состав сельского поселения
| № | Населённый пункт | Тип населённого пункта       | Население |
| - | ---------------- | ---------------------------- | --------- |
| 1 | Алексеевка       | село                         | ↘297      |
| 2 | Козловка         | село                         | ↘99       |
| 3 | Малый Буртас     | село                         | ↘44       |
| 4 | Покровка         | село                         | ↘2        |
| 5 | Пятницкое        | разъезд                      | 3         |
| 6 | Салтыково        | село                         | ↘1        |
| 7 | Троицкое         | село                         | ↘67       |
| 8 | Шейно            | село, административный центр | ↘590      |